# Eddy Beckers
Eddy (Eed) Beckers (Beek, 26 september 1954) is een voormalig Nederlands voetballer en voetbaltrainer.

## Spelerscarrière
Als speler van het Limburgs jeugdelftal kwam Beckers in de belangstelling te staan van FC VVV dat hem in 1974 overnam van  Bilzen VV. Hij maakte op 6 april 1975 zijn profdebuut voor de Venlose eerstedivisionist, als invaller voor Gerrit Kramer in een thuiswedstrijd tegen FC Dordrecht (5-0). Ook in zijn tweede seizoen bij FC VVV bleef Beckers' rol hoofdzakelijk beperkt tot invalbeurten, al was de aanvaller bij zijn zeven optredens in de hoofdmacht nog wel belangrijk met drie treffers, waaronder het enige en winnende doelpunt in de laatste minuut tijdens een uitwedstrijd bij Helmond Sport (0-1). In 1976 keerde Beckers terug naar de amateurs van VV Caesar, waar hij deel uitmaakte van de ploeg die in 1980 het kampioenschap behaalde in de Hoofdklasse en in 1981 winnaar werd van de KNVB Beker voor amateurs.

## Statistieken
| Seizoen         | Club            | Competitie      | Competitie | Competitie | Beker | Beker | Overige | Overige | Totaal | Totaal |
| Seizoen         | Club            | Competitie      | Wed.       | Dlp.       | Wed.  | Dlp.  | Wed.    | Dlp.    | Wed.   | Dlp.   |
| --------------- | --------------- | --------------- | ---------- | ---------- | ----- | ----- | ------- | ------- | ------ | ------ |
| 1974/75         | FC VVV          | Eerste divisie  | 2          | 0          | 0     | 0     | —       | —       | 2      | 0      |
| 1975/76         | FC VVV          | Eerste divisie  | 7          | 3          | 0     | 0     | 0       | 0       | 7      | 3      |
| Carrière totaal | Carrière totaal | Carrière totaal | 9          | 3          | 0     | 0     | 0       | 0       | 9      | 3      |

## Trainersloopbaan
Al op 26-jarige leeftijd zette Beckers een punt achter zijn voetballoopbaan en ging vervolgens als trainer aan de slag in het amateurvoetbal. Daar was hij jarenlang werkzaam voor achtereenvolgens VV Schimmert, VV Walram, ADVEO, Quick '08, VV Bunde, FC Geleen Zuid en VV Caesar. Daarnaast was hij ook nog part-time in dienst van de KNVB als docent en coördinator.